# Vercelli
Vercelli es una ciudad de Italia en la región del Piamonte, capital de la provincia de Vercelli. Tiene unos 46 000 habitantes y está situada en la orilla derecha del río Sesia. Se encuentra en medio de una gran llanura, entre Milán y Turín, y entre Suiza y el mar Ligur, rodeada de campos de arroz, cultivo del que es uno de los mayores productores europeos.

## Toponimia
El topónimo en italiano es Vercelli y en piamontés Vërsèj. Este nombre derivaría del celta Wercel (Guardia de los celtas). El nombre puede derivar de Vercellae, donde “Ver” significa superior y “-cellae” es el sufijo que indica unas habitaciones (Celae = celda). Esta explicación adquiere sentido considerando la vecina ciudad de Biella, llamada hasta época medieval Bugella, donde “Bu” significa menor y “-gella” es una corrupción del sufijo “-cellae”. 

## Historia
Fue la capital de los Libiquis (Oppidium Vercellae) y formó parte de la Galia Cisalpina. En el 101 a. C. se libró una batalla en sus alrededores entre los romanos dirigidos por el cónsul Cayo Mario contra los cimbrios, que fueron derrotados en la batalla de Vercelae. En el 89 a. C. la ciudad va a recibir el derecho romano. En tiempos de Estrabón era una villa fortificada, pero después se va a convertir en municipio (42 a. C.) y va a adquirir cierta importancia

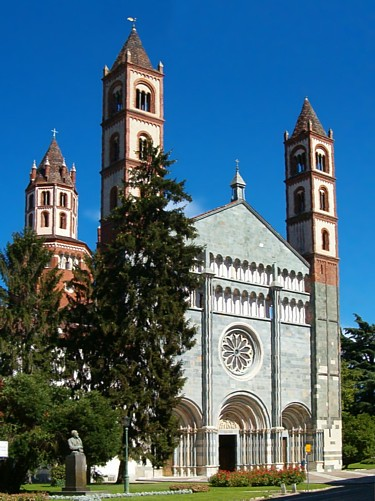
Basílica de San Andrés

Tenía minas de oro en un lugar cercano (Ictimuli o Vicus Ictimulorum). La deidad más adorada era Apolo (Apollinae Vercellae) y tenía, al menos, un templo consagrado para su culto.
En el siglo IV fue sede episcopal (el primero San Eusebio), aunque cayó en decadencia en el siglo V.
Los lombardos la ocuparon y se convirtió en ducado. Conquistado el reino lombardo por los francos, pasó a ser condado. En el 899 los húngaros la asolaron, y después el poder sobre la ciudad pasó al obispo. Más tarde, sobre el año 1000 se convirtió en comuna libre, centro de disputas de güelfos y gibelinos.
El señorío va a pasar a la familia Visconti de Milán en 1335 y fue cedido por ellos a la Casa de Saboya en 1427. Desde 1469 hasta su muerte en 1472, vivió en la ciudad Amadeo IX de Saboya. En 1553 fue asediada, tomada y saqueada el 18 de noviembre por Francia, muriendo durante el sitio Carlos III. Los saboyanos y sus aliados españoles que habían resistido en la ciudadela, expulsaron rápidamente al ejército francés. En 1560 fue visitada por Manuel Filiberto de Saboya. Fue tomada por España en 1617, 1638-1659 y en 1678. De nuevo por Francia entre julio de 1704 y septiembre de 1706 (ordenando la destrucción de las murallas y fortificaciones), durante la guerra de sucesión española.
Va a constituir dominio francés en 1798, haciéndola capital de la provincia de Sesia, pero después de algunos cambios, en 1814 va a ser devuelta a los saboyanos. El rey de Cerdeña, de la casa de Saboya, fue rey de Italia y va a unificar el país en 1860.

## Demografía
| Gráfica de evolución demográfica de Vercelli entre 1861 y 2001 |
|                                                                |
| Fuente ISTAT - elaboración gráfica de Wikipedia                |

## Monumentos

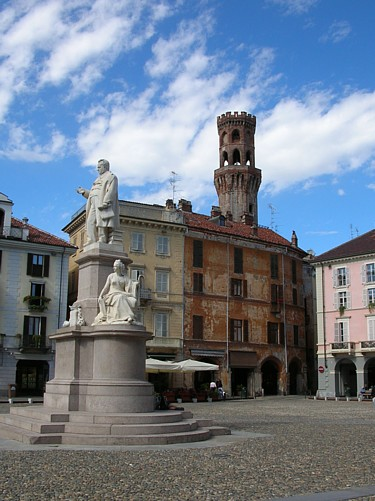
Piazza Cavour

El monumento más destacado de la ciudad es la basílica de San Andrés, iniciada en 1219, que es una mezcla de estilos: lombardo, gótico y románico, con una abadía cisterciense, destacable por su claustro.
La catedral está dedicada a San Eusebio y data en parte de 1572. Entre las muchas obras artísticas y literarias con las que cuenta, destaca el Codex Vercellensis (un antiguo manuscrito inglés del siglo X, con notables poemas), u un libro de leyes lombardas del siglo VIII.
Otros edificios son la Torre dell’Angelo, situada cerca de la antigua plaza del mercado, y la Torre di Città a la via Gioberti. 
Destaca su sinagoga, que se encuentra en el área del antiguo gueto. Es un ejemplo de una gran sinagoga de la emancipación judía del siglo XIX.
Los museos son el Borgogna (pinturas de Ticiano y de Jan Brueghel el Viejo, y de una serie de pintores piamonteses de los siglos XV y XVI que van a florecer en la ciudad); y el Museo Camilo Leone, de arqueología, historia y artes decorativas.

## Deportes
La ciudad es sede del equipo de fútbol Pro Vercelli, que fue uno de los mejores equipos italianos de principio del siglo XX, ganando siete ligas nacionales, y contando con jugadores de primer nivel del fútbol italiano, como Silvio Piola.

## Ciudades hermanadas
- Arlés (Francia)
- Tortosa (España, desde 2003)